# Assens (Fünen)
Assens anhörenⓘ [ˈasəns] ist eine dänische Hafenstadt am Kleinen Belt. Sie wurde 1231 erstmals urkundlich erwähnt, jedoch ist unbekannt, wann das Stadtrecht (købstad) verliehen wurde. Der gut erhaltene Altstadtkern weist Häuser aus dem 13. Jahrhundert auf. Assens ist Verwaltungssitz von Assens Kommune in der Region Syddanmark.

## Geographie
Assens liegt am Kleinen Belt an der Westküste der dänischen Insel Fünen.

## Verwaltungsgeschichte
Assens gehört gemeinsam mit Asnæs, Møllerhuse und Sandled zum Kirchspiel (dän.: Sogn) Assens Sogn. Es lag in der historischen Harde Båg Herred im Odense Amt. Von 1970 bis 2007 zählte es zu Assens Kommune in Fyns Amt.

## Hafen
Die Stadt verfügt über einen Industriehafen mit Werftbetrieb und zwei Docks, eines davon überdacht. Vom Hafen aus besteht eine Fährverbindung nach Bågø. Dem Industriehafen gegenüber befindet sich die Marina für Sportboote mit 600 Liegeplätzen, davon 100 für Gäste.

## Verkehr

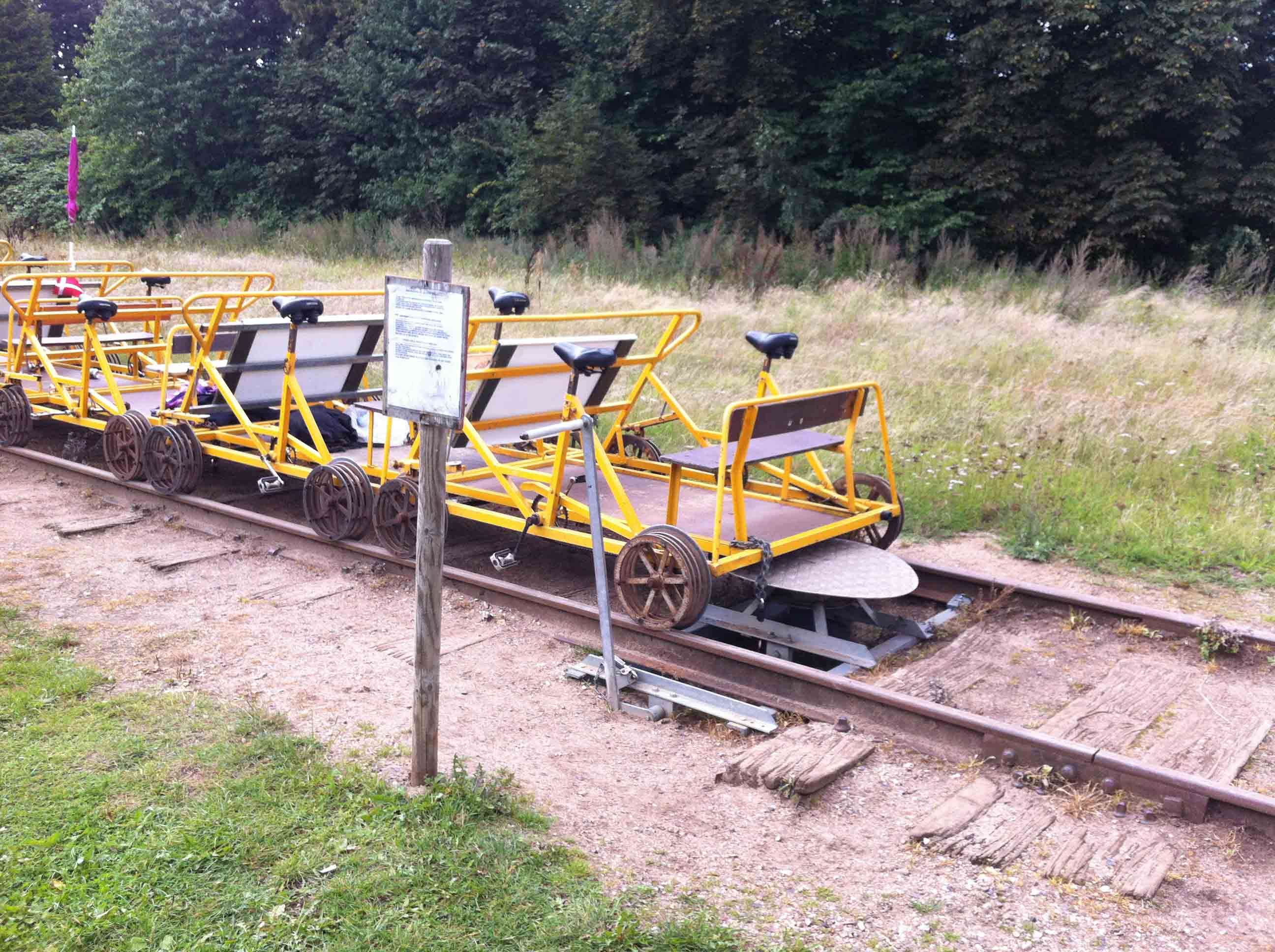
Draisinenbahn

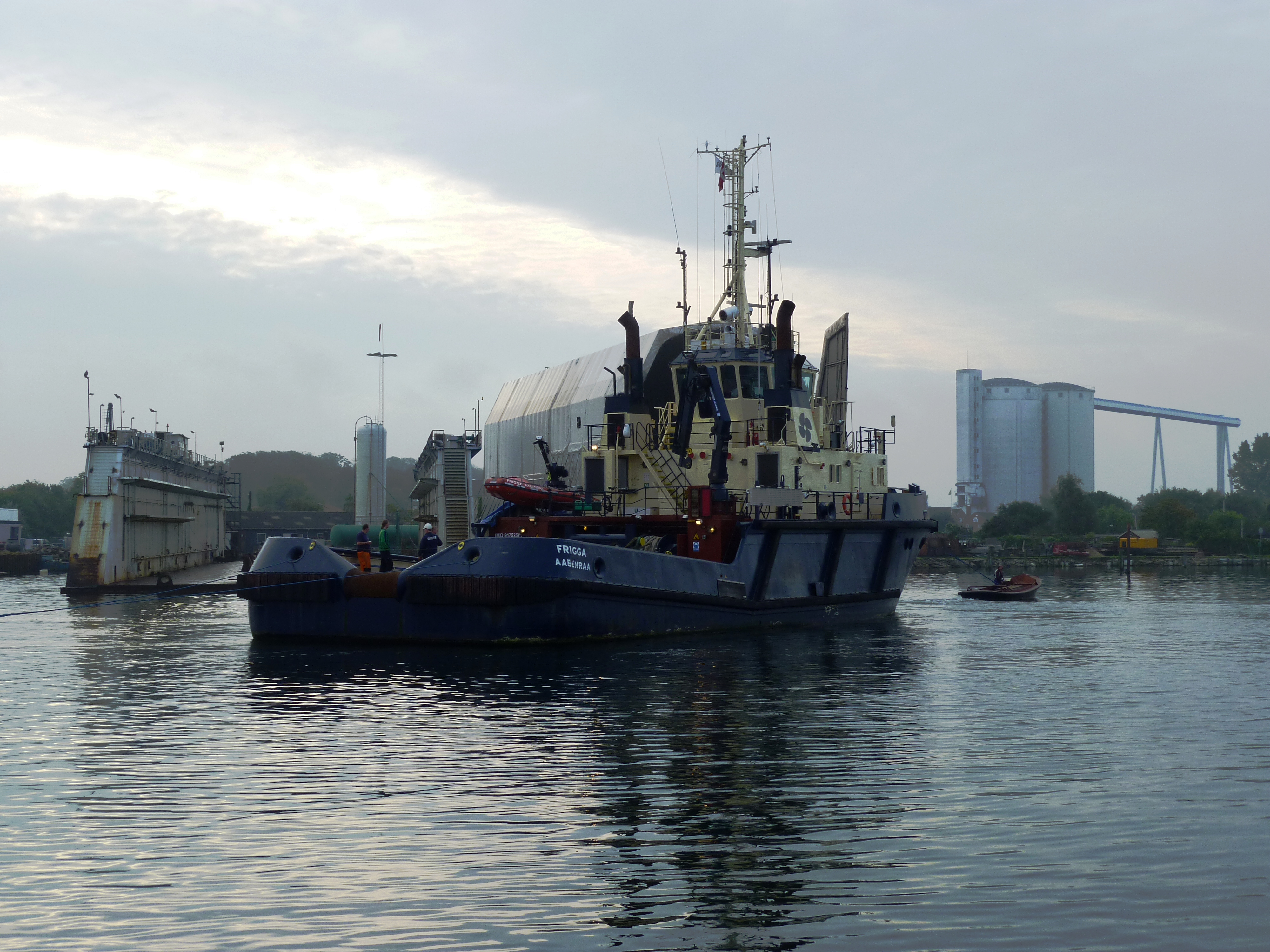
Ein Hochseeschlepper wird von einem kleinen Motorboot ins überdachte Dock gezogen.

Von 31. Mai 1861 bis 21. Mai 1966 bestand Bahnverkehr (Assensbanen) nach Tommerup Stationsby. Dort gab es Anschlüsse nach Odense. Seit 1995 kann ein Teil der Strecke mit Fahrraddraisinen befahren werden.

## Sehenswürdigkeiten
- Assens Miniby: Assens um 1900 im Miniaturformat
- Museum Vestfyn: Wohnhaus und Sammlung des Silberwaren-Fabrikanten Frederik Ernst (1892–1976); Museum für den Seehelden Peter Willemoes (1783–1808)
- Die Insel Bågø ist viermal täglich mit der Autofähre zu erreichen. Sie bietet schöne Spaziergänge.
- Die Halbinsel Helnæs bietet Angelmöglichkeiten.
- Der Gutshof Gammel Alvernæs, ein fünischer Herrensitz bei Ebberup, ist 6 Kilometer von Assens entfernt.
- Hagenskov bei Ebberup bietet die Möglichkeit, ein altes Verlies zu besichtigen.

## Persönlichkeiten
In Assens geboren:
- Axel Bundsen (1768–1832), Architekt in Altona bzw. Hamburg
- Jens Adolf Jerichau (1816–1883), Bildhauer
- Thorvald Niss (1842–1905), Landschafts- und Marinemaler
- Laurits Christian Tørsleff (1849–1914), Sänger und Gesangspädagoge
- Peter Willemoes (1783–1808), Seeoffizier
- John Eriksen (1957–2002), Fußballspieler

Mit Assens verbunden:
- Britta Schall Holberg (1941–2022), Innenministerin und Eigentümerin von Gut Hagenskov
- Thomas Sørensen (* 1976), dänischer Fußball-Nationaltorwart, spielte als Kind bei Assens FC.